# Тизенгаузен, Пётр Павлович
Пётр Па́влович Тизенга́узен (нем. Hans Heinrich Peter von Tiesenhausen; 15 мая 1815 — 9 июня 1860) — однокашник и приятель М. Ю. Лермонтова, адресат его стихотворения «К Тизенгаузену». Ротмистр, участник Кавказской войны.

## Биография
Происходил из рода Тизенгаузенов, сын Павла Ивановича Тизенгаузена. Обучался вместе с Лермонтовым в Школе юнкеров, где они были приятелями и оба входили в так называемый «Нумидийский эскадрон», вместе с В. А. Вонлярлярским и братьями Череповыми. Любимым занятием членов «Нумидийского эскадрона» была следующая шалость: «плотно взявши друг друга за руки, они быстро скользили по паркету легкокавалерийской камеры, сбивая с ног попадавшихся им навстречу новичков». Адресат дружеского нецензурного стихотворения М. Ю. Лермонтова, посвященного гомосексуальности Тизенгаузена. При этом выраженные гомоэротические мотивы встречаются и в других стихах Лермонтова, например в «Оде к нужнику», а гомосексуальные отношения вообще были не редкостью в закрытых военных учебных заведениях Российской империи XIX века.
22 ноября 1834 года Тизенгаузен и Лермонтов были произведены в корнеты, однако Тизенгаузен, в отличие от Лермонтова, был определён в Кавалергардский полк. В 1837 году Тизенгаузена перевели в лейб-гвардии Гродненский гусарский полк, где в 1838 году он служил вместе с Лермонтовым. Позже Тизенгаузен был изгнан из Гродненского полка за «нравственную распущенность», уличённый в связи с А. Н. Новосильцевым, будущим основоположником механического бурения на нефть. В 1839 году Тизенгаузен и Лермонтов встречались в Санкт-Петербурге на квартире у А. И. Тургенева. В 1837—1842 годах Тизенгаузен служил на Кавказе и участвовал в сражениях с горцами.

## Брак и дети
Жена - Луиза фон Кнорринг (1824-1893), дочь Владимира Карловича Кнорринга
Сын - Вольдемар Тизенгаузен (1845—1915) (Владимир Петрович ) - эстонский политический деятель.